# بزرغ بيشة (مقاطعة فريدونكنار)
بزرغ بيشة (بالفارسية: بزرگ بیشه محله) هي مستوطنة تقع في مازندران في إيران. يقدر عدد سكانها بـ 1,292 نسمة .